# Rasmus Kupari
Rasmus Kupari (Kotka, Finlandia, 15 de marzo de 2000) es un jugador profesional finlandés de hockey sobre hielo que se desempeña en la posición de centro en Winnipeg Jets, equipo de la National Hockey League (NHL).

## Carrera
Fue seleccionado en la primera ronda en la NHL Entry Draft de 2018. En 2020 hizo su debut profesional con el equipo Los Angeles Kings, en el cual jugó tres temporadas (2020-2023), después pasó a Winnipeg Jets, donde lleva jugando una temporada.